# Giovanni Colosio
Giovanni Colosio (Brescia, 22 aprile 1928 – ...) è stato un calciatore italiano, di ruolo centrocampista.

## Carriera
Cresciuto nel Breno, ottiene nella stagione 1948-1949 il sesto posto nel Girone D della Promozione.
La stagione seguente passa al Brescia, militante in Serie B, dove scenderà in campo in 30 occasioni segnando 12 reti. Con le rondinelle si piazzerà al sesto posto. Il suo esordio in Serie B risale al 25 settembre 1949 nella partita Brescia-Empoli (5-3).
La stagione seguente passa al Genoa, esordendo in Serie A durante la prima giornata di campionato il 10 settembre 1950 nella vittoria casalinga per 2-1 contro la Lucchese, nel quale segnò il suo unico gol in massima serie, che risulterà decisivo per la vittoria rossoblu contro i toscani. Al termine della stagione retrocederà in Serie B con il sodalizio genovese all'ultimo posto.
Ancora tra i grifoni in serie B, si piazzerà al quinto posto.
Nel 1952 passa al Venezia che militava in Serie C. Nelle tre stagioni in Veneto solo nella seconda sfiorò la promozione in Serie B, arrivando con il club lagunare al terzo posto ad un solo punto dal secondo e promosso Arsenaltaranto.
Nel 1955 passa al Cosenza in IV Serie, dove dopo due terzi posti nel Girone H nel 1955-1956 e 1956-1957 ottiene con il club calabrese la vittoria nel Girone C della Prima Serie in Campionato Interregionale 1957-1958. Ciò comportò la promozione in Serie C e la partecipazione dei rossoblu al girone finale per l'assegnazione dello Scudetto della Lega Interregionale.
Nel girone finale Colosio ed i suoi, arrivati a pari punti con le altre due partecipanti con Spezia e Mantova, si videro assegnare lo Scudetto ex aequo.
In carriera ha totalizzato complessivamente 15 presenze ed una rete in Serie A e 71 presenze e 23 reti in Serie B.

## Palmarès

### Club

#### Competizioni nazionali
- IV Serie: 1

Cosenza: 1958